# 阳江镇 (琼海市)
阳江镇是中华人民共和国海南省琼海市下辖的一个镇。

## 行政区划
阳江镇下辖以下村级行政区划单位：
阳江村、岭下村、题榜村、益良村、上科村、江南村、东兴村、红色村、龙山村、老区村、桥园村、群联村、文市村、利试考村和棉坡村。